# Turkije op het Eurovisiesongfestival 2010
Turkije deed mee aan het Eurovisiesongfestival 2010 in Oslo, Noorwegen. Het was de 32ste deelname van het land op het Eurovisiesongfestival. De artiest en het lied werden intern gekozen. TRT was verantwoordelijk voor de Turkse bijdrage voor de editie van 2010.

## Selectieprocedure
Sinds 2006 werden alle acts van Turkije voor het Eurovisiesongfestival intern verkozen. Vele Turken zijn hier niet over te spreken en willen teruggrijpen naar een nationale preselectie. Enkele fans startten dan ook een petitie om de Turkse openbare omroep ertoe aan te zetten een nationale finale te organiseren. TRT negeerde dit voorstel echter. Ook dit jaar werd er een interne selectie gehouden. Fans konden wel een e-mail sturen naar de openbare omroep met daarin de artiest die zij als hun vertegenwoordiger in Düsseldorf wilden zien. Eind december zou de Turkse nationale omroep dan haar keuze bekendmaken.
Op 12 januari 2010 maakte TRT bekend dat MaNga Turkije zou vertegenwoordigen op het Eurovisiesongfestival 2010 met het lied 'We could be the same.

## In Oslo
In Oslo trad Turkije aan in de 2de halve finale op donderdag 27 mei 2010 het land trad als laatste op. MaNga won de halve finale en in de finale werden ze 2de met 170 punten.